# Schwere Kräfte
Unter Schweren Kräften versteht man eine Einteilung der Bundeswehr von militärischen Kräften des Heeres. Dabei werden bestimmte Waffengattungen aufgrund ihrer Beweglichkeit und vor allem ihrer Fernverlegbarkeit zu drei „Kräftekategorien“ zusammengefasst. Neben den „Schweren Kräften“ spricht man von „Mittleren Kräften“ und „Leichten Kräften“.

## Eigenschaften und Umfang der Schweren Kräfte
Generell versteht die Bundeswehr unter Schweren Kräften folgende Kräfte
- Panzertruppe
- Panzergrenadiere

Unterstützt durch
- Panzerpioniere
- Aufklärungskräfte
- Versorgungskräfte
- Artillerie

Alle diese Kräfte sollen per Konzeption ausschließlich auf Kette beweglich sein. Die Schweren Kräfte sind aus Sicht der Bundeswehr vor allem deshalb wichtig, weil sie für die Verteidigung gegen gegnerische Schwere Kräfte zwingend notwendig sind. Sie bieten die stärkste direkte Wirkung, sind zur Fernverlegung aber auf das Schienennetz bzw. auf leistungsfähige Straßen (Transport von gehärteten Kettenfahrzeugen mittels Transport-LKW) angewiesen. Laut Bundeswehr bilden der Kampfpanzer Leopard 2 und der Schützenpanzer Puma den Kern der Schweren Kräfte, die dann von Einheiten mit weiteren Kettenfahrzeugen wie der Panzerhaubitze 2000, dem Artillerieraketensystem MARS II, dem Minenräumpanzer Keiler usw. unterstützt werden.

## Die Schweren Kräfte in der Bundeswehr
Den Kern der Schweren Kräfte nach der Umstrukturierung seit dem 1. April 2023 bilden folgende Brigaden: 
- Panzerbrigade 12
- Panzerlehrbrigade 9
- Panzergrenadierbrigade 37

Hierzu gibt es folgende Unterstellungswechsel: 
- Panzerbataillon 363 wechselt von der Panzergrenadierbrigade 37 in die Panzerbrigade 12
- Das Panzergrenadierbataillon 212 wechselt von der Panzerbrigade 21 in die Panzergrenadierbrigade 37
- Das Jägerbataillon 91 wechselt von der Panzerlehrbrigade 9 zur Panzerbrigade 21

Die Bundeswehr gibt an, langfristig drei von acht Kampftruppenbrigaden als Schwere Brigaden vorhalten zu wollen.